# Ý nghĩa (ngôn ngữ học)
Trong ngôn ngữ học, ý nghĩa sự diễn đạt nguồn thông tin, các đối thoại hay khái niệm chuyển tải trong các thông điệp đến người quan sát hay người nhận, và sự suy luận của người nhận từ bối cảnh (sử dụng ngôn ngữ) hiện tại.